# لوكي مبيتي
لوكي مبيتي (مواليد 18 سبتمبر 2003) هو لاعب كرة قدم إنجليزي يلعب كمدافع في نادي مانشستر سيتي.

## روابط خارجية
- لوكي مبيتي على موقع الاتحاد الأوربي (الإنجليزية)
- لوكي مبيتي على موقع قاعدة بيانات كرة القدم.إي يو (الإنجليزية)
- لوكي مبيتي على موقع ليكيب (الفرنسية)
- لوكي مبيتي على موقع Soccerbase.com (لاعب) (الإنجليزية)
- لوكي مبيتي على موقع Soccerway.com (الإنجليزية)